# Zusters Missionarissen van Onze Lieve Vrouw van Afrika
De Zusters Missionarissen van Onze Lieve Vrouw van Afrika, meestal kortweg aangeduid als witte zusters, is een katholieke congregatie die in 1869 werd opgericht door Charles Lavigerie. Het jaar voordien had hij de congregatie der Witte Paters opgericht.
Evenals dezen wijdden de Witte Zusters zich aan het missiewerk, waarbij vooral Afrika hun belangstelling had.
Op 1 januari 2007 waren er 919 zusters, waaronder 92 uit Nederland.

## Witte Zusters in Nederland
In 1887 vestigden zich de eerste witte zusters in Nederland, in het Huis Rouffaer aan de Hoogbrugstraat te Wyck-Maastricht. Het was een postulantenhuis, bedoeld als vormingshuis voor Nederlandse, Belgische en Duitse kandidaten. Een jaar later kwam kardinaal Lavigerie hoogstpersoonlijk naar Maastricht om de eerste postulanten in te kleden tot novicen. De congregatie groeide snel: in 1890, na drie jaar, had het postulantenhuis in Maastricht al zeventig novicen afgeleverd. Waarschijnlijk is het klooster al in 1893 opgeheven. De zusters vertrokken naar het Brabantse Esch, waar ze in 1896 een nieuw moederhuis, "Sancta Monica", betrokken.
Het postulantenklooster Sancta Monica in Esch werd in 2005 voorgoed verlaten. In Boxtel bevond zich van 1930-1970 de procure. Tegenwoordig bevindt zich daar het Bestuur van de Nederlandse Regio. Witte zusters leven tegenwoordig in Nederland in een leefgemeenschap van het klooster-verzorgingshuis Terhaghe te Eindhoven, en verder in klooster-verzorgingshuizen te 's-Hertogenbosch, te Etten-Leur, te Wijchen, te Driebergen, te Warmond en te Nuland. Deze zusters hebben allen vele tientallen jaren in Afrika gewerkt.

## Witte Zusters in België
Witte Zusters zijn te vinden in Brussel, Oostkamp, Kortrijk, Antwerpen, Leuven, Hasselt, Louvain-la-Neuve, Bergen, Salzinnes, Saint-Marc en Ciney. Het betreft uit de missiegebieden teruggekeerde zusters die in klooster-verzorgingshuizen leven.